# Независимый союз студентов
Независимый союз студентов (пол. Niezależne Zrzeszenie Studentów) — общенациональная ассоциация польского студенчества. Возник как протестная организация студенческой молодёжи ПНР 1980—1981. Активно поддерживал движение Солидарность, занимал радикальные позиции в противостоянии коммунистическому режиму ПОРП. Запрещён при военном положении, многие активисты были интернированы или действовали в подполье. Вновь легализован в 1989. В Третьей Речи Посполитой отстаивает студенческие социально-групповые интересы. Является элементом польской национальной традиции «Солидарности».

## Создание студенческой Солидарности

### Инициатива
Студенческие комитеты солидарности (SKS) создавались в ПНР с 1977 — после гибели в Кракове оппозиционного активиста Станислава Пыяса, студента Ягеллонского университета. Летом 1980 года забастовочное движение охватило в Польше не только промышленные, но и университетские центры. Новые SKS возникли практически во всех вузах страны.
27 августа 1980 студенты Гданьского университета Павел Хюлле, Дональд Туск, Анджей Зарембский и Яцек Янцелевич явились на Гданьскую судоверфь в Межзаводской забастовочный комитет (MKS). Они выразили полную солидарность с бастующими рабочими и заявили о намерении создать студенческий союз (Яцек Янцелевич вспоминал, что Богдан Борусевич поначалу высмеял идею студенческого профсоюза: «студент — не профессия». Это создало активистам дополнительный стимул добиться своего).
1 сентября 1980 Павел Хюлле огласил студенческое обращение в поддержку MKS. Были также перечислены основные требования студенческих активистов: демократизация системы высшего образования, реальная автономия университетских сообществ, ограничение цензуры, улучшение материального положения, гарантии трудоустройства

### Учреждение
Независимый союз студентов (NZS) был учреждён 19 сентября 1980 года на собрании в Варшавском политехническом университете. Учредителями выступили 60 инициативных групп из различных вузов ПНР. В первый состав Национального комитета Союза входили Мирослав Аугустин, Пётр Биконт, Мацей Куронь, Войцех Богачик, Стефан Цесля, Яцек Чапутович, Теодор Клинцевич, Барбара Козловская, Кшиштоф Осиньский, Лешек Пшисенжны, Марек Садовский. Почти все они были студентами различных польских вызов, Козловская — известной в стране художницей-авангардисткой. Клинцевич, Биконт, Богачик, Чапутович ранее участвовали в SKS и сотрудничали с диссидентской организацией КОС-КОР. Мацей Куронь был сыном одного из основателей диссидентского движения ПНР Яцека Куроня.
Декларировался неполитический и внеидеологический характер движения. В этом состояло противопоставление официальному «студенческому комсомолу» SZSP, члены которого из-за уставных различий не могли быть приняты в NZS. Но по сути Независимый союз студентов являлся эквивалентом профсоюза Солидарность в определённой социальной группе. Позиции NZS по всем значимым вопросам совпадали с профсоюзными, но отличались большим радикализмом.
Власти ПНР пытались отказать в регистрации NZS. На переговорах с учредителями представители правительства ПНР требовали включить в устав студенческого союза тезис о руководящей роли правящей компартии ПОРП. Активисты категорически не соглашались на это (ситуация, сходная с переговорами о регистрации «Солидарности»).

### Забастовка
29 января 1981 в Лодзинском университете началась самая продолжительная в истории Европы студенческая оккупационная забастовка. Лодзинцев поддержали студенты Варшавы, Гданьска, Щецина, Кракова, Люблина, Вроцлава, Познани — всего 29 из 86 вузовских центров Польши. Общая численность бастующих студентов достигла 34 тысяч (из них более 20 тысяч в Лодзи). Главным лозунгом забастовки являлось создание NZS. В списке требований были прекращение политических репрессий, освобождение политзаключённых, открытая дискуссия по проблемным вопросам польской истории второй половины XX века, наказание виновных в расстреле рабочих Балтийского побережья в декабре 1970.
Министр науки и образования ПНР Януш Гурский (бывший ректор Лодзинского университета) вынужден был пойти на переговоры со студенческим забасткомом, во главе которого стоял люблинский студент Войцех Вальчак. Властям пришлось подтвердить университетскую автономию, признать право студентов на независимую организацию, согласиться с сокращением срока военной службы для студентов, пятилетним обучением в вузах, правом выбора иностранного языка для изучения (то есть отказались от обязательного обучения русскому). Всего было принято около пятидесяти студенческих требований. Министр Гурский даже демонстрировал благоволение Союзу.
В то же время принятые требования в основном носили социально-групповой, а не политический характер. Согласие властей на создание NZS выглядело признанием объективно уже свершившегося факта. Радикальные активисты были недовольны благоприятным, казалось бы, исходом переговоров.

### Формирование
Регистрация Независимого союза студентов состоялась 17 февраля 1981. I съезд NZS прошёл в Кракове 3—6 апреля. Председателем Союза был избран студент краковского Ягеллонского университета Ярослав Гузы (зять известного диссидента Збигнева Ромашевского). Его заместителями стали Войцех Вальчак (Люблинский католический университет) и Лешек Пшисенжны (Гданьский политехнический университет). В состав Национальной координационной комиссии вошли также Теодор Клинцевич (Варшавский политехнический университет), Константы Радзивилл (Варшавский медицинский университет), Мацей Куронь (Педагогический университет Ольштына), Яцек Чапутович (Варшавский университет), Яцек Раковецкий (Ягеллонский университет), Барбара Козловская (выпускница вроцлавской Академии изящных искусств).
В официальных заявлениях NZS открыто декларировалась преемственность от нелегальных SKS 1977—1980 годов — что само по себе являлось вызовом режиму ПОРП. В уставных задачах говорилось об участии в демократизации общественной жизни, расширении гражданских прав и свобод, организации студенческих протестов при нарушении прав академического сообщества. Независимый союз студентов объединил 70—80 тысяч человек, что составляло порядка 20—25 % польского студенчества. Однако Ярослав Гузы признавал, что «анархистская» ментальность студентов мешала наладить организационную структуру и систематическую деятельность.

## Структура студенческого протеста

### Активность
Члены NZS организовывали всепольские акции самообразования, развивали студенческое самоуправление, вели активную издательскую деятельность. Сильное влияние на NZS оказывала не только «Солидарность», но и Конфедерация независимой Польши, проявлялся более откровенный антикоммунизм, выражалась открытая готовность к конфронтации. Значительная часть активистов придерживалась националистических взглядов, ориентировалась на наследие Пилсудского.
Союз провёл серию забастовок в поддержку рабочей «Солидарности», акций за освобождение политзаключённых. Выдвигались также требования деидеологизации образования, отмены преподавания марксистско-ленинских дисциплин. Велась жёсткая полемика с организациями «партийного бетона», особенно с Коммунистическим союзом польской молодёжи. Другой формой деятельности являлись уличные демонстрации с полувоенной эстетикой. Крупнейшая из таких акций состоялась 11 ноября 1981 , в День независимости Польши. Актив Независимого союза студентов рассматривался властями ПНР и СССР как опасная боевая сила. Радикализм NZS даже способствовал активизации и реформистскому фрондированию официозного SZSP.

Конечно, НСС объединял лишь 20 % польской студенческой молодёжи. Но в абсолютных цифрах это была немалая сила — около 70 тысяч молодых людей, готовых на всё под штандартами пилсудчины.

В конце ноября 1981 Независимый союз студентов организовал массовую забастовочную кампанию с занятием университетских помещений. В движении приняли участие до 55 тысяч польских студентов. Выражалась всемерная поддержка забастовке курсантов Высшего пожарного училища в Варшаве (последняя проба сил перед ударом властей). Эти акции ужесточили конфронтацию «Солидарности» с режимом ПОРП.

### Подполье
После введения военного положения 13 декабря 1981 Независимый союз студентов был запрещён. Более четырёхсот членов NZS были интернированы, в том числе председатель Ярослав Гузы, его жена Агнешка Ромашевская, заместители Войцех Вальчак и Лешек Пшисенжны, члены руководящего органа Барбара Козловская, Мацей Куронь, Яцек Чапутович, Яцек Раковецкий, активисты Богдан Клих, Войцех Богачик, Юзеф Таран. За многими из них, как за Мацеем Куронем, после освобождения было установлено особое наблюдение Службы безопасности МВД.
Однако в университетских центрах сохранились студенческие ячейки, связанные с подпольной «Солидарностью», Борющейся Солидарностью, Федерацией борющейся молодёжи, Оранжевой альтернативой. Тесные связи сохранялись с Костёлом, особенно через вузовские (академические) богослужения. Активисты NZS создавали такие структуры, как Группы сопротивления «Солидарные» в Варшаве (Теодор Клинцевич), Академическое движения сопротивления в Щецине (Марек Адамкевич), Движение «Свобода и мир». Издавались десятки нелегальных журналов и бюллетеней, писались настенные лозунги, проводились несанкционированные шествия в дни 11 ноября, 3 мая, 17 февраля.
Организационное восстановление NZS началось с 1986 года. Первое общесоюзное восстановительное собрание проведено 10 января 1987. Были подтверждена прежние программные тезисы Союза, целью борьбы названа независимая демократическая Польша. 4 апреля 1987 проведён II съезд NZS, избрана Национальная координационная комиссия и её президиум, в который вошли Томаш Земиньский (Варшава), Рышард Чарнецкий (Краков) и Славомир Онышко (Вроцлав). Весной-летом проведены несколько организационных мероприятий, сформирована Координационная комиссия. В июне состоялась открытая студенческая демонстрация в Гданьке — при визите Папы Римского Иоанна Павла II. 15 ноября 1987 председателем утверждён Войцех Богачик. В марте 1988 года активисты NZS провели публичную акцию 20-летия студенческих протестов 1968.

### Восстановление
Интенсивное воссоздание Независимого союза студентов осуществилось на всепольской забастовочной волне весной-осенью 1988 года. NZS сумел организовать в университетских городах студенческие забастовки и иные акции солидарности с рабочими. Открывались регистрационные комитеты, студенты массово подавали заявки на вступление. Росту популярности NZS способствовало активное участие в органах студенческого самоуправления, многочисленные культурные и социально-бытовые мероприятия (включая молодёжные кинопросмотры, чаепития и т. п.). 9—11 сентября III съезд Союза в Гданьске избрал новый состав руководства: членами президиума стали Гжегож Схетына, Анджей Сосновский, Томаш Земиньский, Роман Шиманда. В Национальной координационной комиссии состоял, в частности Пшемыслав Госевский.
Политически NZS вновь занимал более радикальные позиции, нежели большинство «Солидарности» во главе с Лехом Валенсой — ближе к «фундаменталистам» типа Анджея Гвязды Мариана Юрчика. Это создавало проблемы для участия в Круглом столе: обе стороны — и правительство ПОРП, и оппозиционная «Солидарность» — считали деструктивным присутствие на переговорах радикальной молодёжи. Однако Валенса высказался за участие NZS. Представители Союза входили в группы диалога по делам молодёжи, по местному самоуправление, по науке, образованию и техническому прогрессу. Однако основные предложения NZS — по релегализации Союза, по изменениям законодательства об образовании — отклонялись либо откладывались. (Парадоксальным образом их поддерживал только Ежи Урбан, причём в совйственной ему циничной форме: молодые люди со временем станут властью, и не следует с ними ссориться.).
Вопрос о релегализации NZS рассматривала специальная комиссия во главе с секретарями ЦК ПОРП Марианом Ожеховским, Лешеком Миллером и председателем правительственного комитета по делам молодёжи Александром Квасьневским. Вопрос откровенно затягивался, власти соглашались легализовать отдельные университетские сообщества, но не всепольскую организацию. Судебный отказ в регистрации 23 мая 1989 спровоцировал массовые протесты в Варшаве, столкновения студентов с милицией и забастовку в 42 польских вузах.
Релегализация Независимого союза студентов произошла уже при некоммунистическом правительстве Тадеуша Мазовецкого — 22 сентября 1989.

## В современной Польше
После смены общественной системы в Польше в 1989—1990 произошла переориентация Независимого союза студентов с политических приоритетов на студенческие групповые интересы (сходная с эволюцией «Солидарности»). Новые руководители, как Филипп Качмарек, сделали упор на общенациональные студенческие конкурсы, инициативные образовательные программы, различные формы волонтёрства, семинары по трудоустройству и т. д. Политическая активность проявлялась лишь временами — например, при поддержке «Оранжевой революции» и Евромайдана Украины, белорусской оппозиции, украинской стороны в вооружённом конфликте с РФ.
Подсчитано, что за первые 30 лет в рядах Независимого союза студентов состояли более 190 тысяч человек. Многие из активистов NZS стали известными польскими политиками, министрами, предпринимателями, журналистами, деятелями культуры.
В 2021 году председателем Независимого союза студентов избрана Алисия Ксёнжек (Вроцлавский экономический университет).
Независимый союз студентов считается в Польше заслуженной организацией, внесшей серьёзный вклад в борьбу за демократические преобразования. 16 марта 2011 года Национальный банк Польши ввёл в обращение монеты достоинством 10 злотых и 2 злотых — в ознаменование 30-летия Независимого союза студентов.